# Giovanni Castriota Granai
Giovanni Castriota Granai (anche Branai (Granai) Castriota) (1468 circa – Mesagne, 2 agosto 1514) è stato un condottiero e vescovo cattolico albanese, figlio primogenito di Branai o Brana (Vrana; italianizzato Bernardo; † 1505) e Maria Zardari e nipote di Vrana Konti, stretto collaboratore, consulente e uno dei migliori comandanti di Giorgio Castriota, detto Scanderbeg.
La parziale omonimia con la famiglia Castriota ha spesso fuorviato gli storici; in realtà non si parlò mai di una parentela tra le due famiglie. In ogni caso, è evidente che i Branai Castriota giocarono, consapevolmente o inconsapevolmente, sull'equivoco in un ambiente sociale in cui l'antichità e le glorie della stirpe erano molto importanti ai fini dell'affermazione sociale di una famiglia; essi furono accettati come discendenti, o parenti, di un eroe (Giorgio Castriota, detto Scanderbeg) prestigioso che nella memoria collettiva era impropriamente considerato un sovrano, salendo per ciò più di un gradino della scala sociale.

## Biografia
La famiglia Branai Castriota venne in Italia al seguito di Andronica, vedova di Scanderbeg nel 1468.
Giovanni, allevato alla corte di Napoli e nonostante il primogenito, venne indirizzato verso la carriera ecclesiastica. Nel 1486, all'età di 18 anni, per volere della regina Giovanna III, Signora di Mazara del Vallo in Sicilia, divenne vescovo di Mazara del Vallo. Durante il regno di Ferrante I di Napoli (1495-1496) fu anche cappellano maggiore della cappella reale, incarico che comprendeva anche competenze di natura giurisdizionale. Ma, nella sua diocesi, il giovane Giorgio non vi si fece mai vedere e ottenne di poter delegare ad altri l'esercizio delle funzioni episcopali fino a che egli stesso non avesse posseduto i requisiti canonici. Alla diocesi rinunciò solo nel 1503, quando da anni era chiaro che non era tagliato per la carriera ecclesiastica.
Giovanni che, con i suoi genitori, Branai e Maria Zardari, e i suoi fratelli, Alfonso e Ferdinando, e le sue sorelle, Isabella, Giovanna e Camilla, viveva a Napoli fu coinvolto nella crisi della dinastia aragonese (seconda congiura dei baroni dal 1485 al 1486). Il 7 settembre 1499 Giovanna III lascia Napoli e si recò in Spagna presso il fratello Ferdinando. La figlia Giovanna IV, nel marzo del 1500 si trovava ancora a Napoli come si deduce da una lettera, scritta da Giovanna III alla figlia, datata 26 marzo del 1500. L'ambasciatore Thomas Bradley che visitò le due regine nella loro residenza di Reyalls (Valencia) il 23 giugno del 1505 osservò e segnalò il privilegio che era riservata a Branai e alla sua famiglia (moglie, due maschi e tre femmine) che assisteva all'udienza. La notizia sembra rispondere alla verità, perché nel marzo del 1502 il maggiore dei maschi, Giovanni, si trovava a Palermo. Nel Regno di Napoli era già in corso la guerra fra spagnoli e francesi, e Giovanni raggiunse il Gran Capitano Gonzalo Fernández de Córdoba.

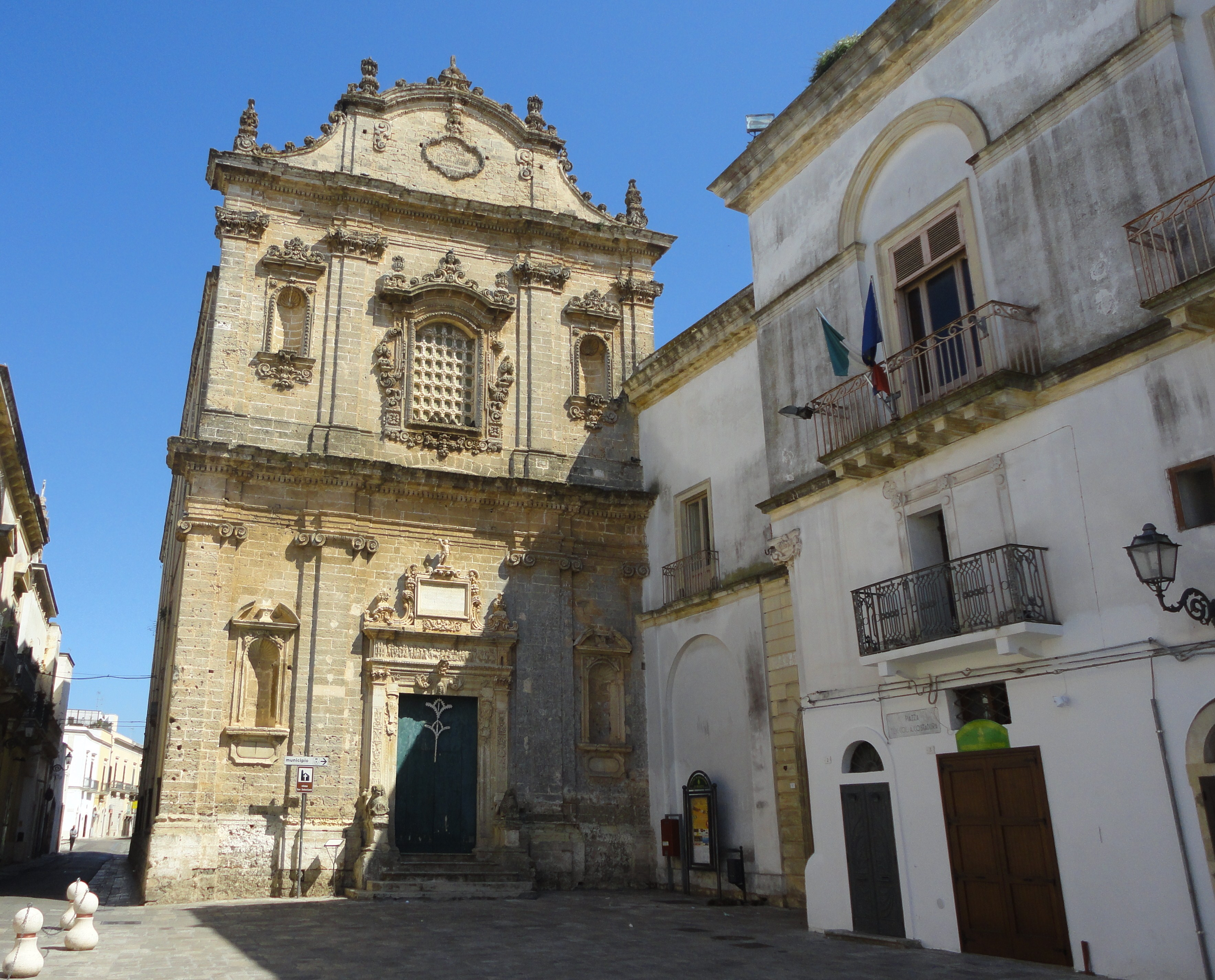
Chiesa di San Sebastiano e San Rocco

Nel 1505 compare come "luogotenente generale delle serenissime regine Johanna mater et filia". Dopo la morte del padre nel 1508 divenne 2º duca di Copertino, 2º barone di Galatone e 2º duca di Ferrandina. La contea di Copertino comprendeva anche le terre di Leverano e Veglie. A Galatone fece costruire per i domenicani un convento e la chiesa di San Sebastiano e San Rocco e promosse a Copertino l'insediamento dei francescani, ordine particolarmente attivo nella lotta contro il rito bizantino, nel convento di Santa Maria di Casole.

### I fratelli Alfonso e Ferrante
- Ferrante: fu il miglior guerriero della famiglia ed operò lontano dal Salento. Nel 1524 e 1525 fu capitano generale della cavalleria leggera al comando dell'avanguardia dell'esercito imperiale. Morì nella battaglia di Pavia il 24 febbraio del 1525.
- Alfonso: dopo la scomparsa dei fratelli Giovanni e Ferrante cercò di riunire nel suo casato tutti i feudi della famiglia Castriota Granai attraverso matrimoni tra i suoi figli ed i nipoti. Fece sposare il figlio Antonio con la nipote Maria, erede di Giovanni, e l'altro figlio Giovanni con la nipote Giovanna, erede di Ferrante. Per le altre figlie combinò matrimoni con le più importanti famiglie napoletane. Il suo talento politico gli fece raggiungere nel 1532 la nomina a consigliere regio, affiancando il viceré Pietro di Toledo.

### La discendenza
```
 |→ Giovanni (* 1468; Mesagne, † 2 ago 1514),  2º barone di Galatone, 2º duca di Copertino, 2º duca di Ferrandina dal 1508; vicario della regina in Puglia e Basilicata; (1467-1516)
 |       |
 |       |→ Maria sposa il figlio di Alfonso, Antonio conte di Copertino
 |       |
 |       |→ Pirro (figlio naturale nato nel 1498) barone di Parabita e governatore di Terra d'Otranto 
 |
 |→ Alfonso governatore in Capitanata e in Calabria
 |       |→ Antonio sposa la figlia di Giovanni, Maria
 |       |
 |       |→ Giovanni sposa la figlia di Ferrante, Giovanna
 |       |
 |       |→ Isabella sposa Acquaviva
 |       |
 |       |→ Camilla sposa Caracciolo
 |       |
 |       |→ Giovanna sposa Capece
 |
 |→ Ferrante governatore dell'Abruzzo
         |
         |→ Giovanna sposa il figlio di Alfonso Branai Castriota, Giovanni
         |
         |→ Ippolita sposa Becci
```

Da una nobildonna della famiglia Mele, Giovanni ebbe il figlio naturale Pirro: nato a Galatone nel 1498, rimasto orfano, fu aiutato dallo zio Alfonso che lo preferì al figlio Antonio. Allievo del Galateo per le lettere latine e greche, abile condottiero ed unico maschio a perpetuare la stirpe dei Castriota Granai. Divenne barone di Parabita e governatore di Terra d'Otranto.
Tra il 1522 ed il 1535 nella chiesa di San Sebastiano e San Rocco a Galatone, voluta dal padre Giovanni, il galatonese Pirro assieme alla sorellastra Maria e allo zio Alfonso dedicano al loro amato genitore il meraviglioso bassorilievo col corteo trionfale per celebrare le sue vittorie sui francesi. Un solenne ingresso in città di Giovanni Castriota Granai ispirato ai Trionfi di Cesare di Andrea Mantegna.